# 潟山英清
潟山 英清（がたやま ひできよ、1953年9月8日 - 2025年4月30日）は、日本の技術者、実業家。
元京葉瓦斯株式会社代表取締役社長。元一般社団法人日本ガス協会理事。

## 人物・経歴
鹿児島県出身。九州大学ラグビー部出身。1976年九州大学工学部卒業、京葉ガス入社。
京葉ガス船橋支店長などを経て、2002年京葉ガスリビング営業部長。2005年京葉ガス取締役リビング営業部長。2008年京葉ガス常務取締役。2011年から京葉ガス代表取締役社長を務め、コジェネレーション販売などを進め、顧客数を伸ばした。
2017年京葉ガス相談役。市川商工会議所副会頭、市川市総合計画審議会委員、日本ガス協会理事、房総ガス協議会会長なども務めた。
2025年4月30日死去。71歳没。